# (25469) Ransohoff
Pour les articles homonymes, voir Ransohoff.
(25469) Ransohoff est un astéroïde de la ceinture principale d'astéroïdes.

## Description
(25469) Ransohoff est un astéroïde de la ceinture principale d'astéroïdes. Il fut découvert le 6 décembre 1999 à Socorro (Nouveau-Mexique) par le projet LINEAR. Il présente une orbite caractérisée par un demi-grand axe de 2,32 UA, une excentricité de 0,14 et une inclinaison de 7,6° par rapport à l'écliptique.

## Compléments